# John Landsteiner
John Landsteiner (Mankato, 19 maggio 1990) è un giocatore di curling statunitense.

## Carriera
Alle Olimpiadi di Pyeongchang 2018 ha ottenuto la medaglia d'oro, sconfiggendo in finale la Svezia per 10-7.

## Palmarès

### Olimpiadi
- 1 medaglia:

1 oro (Pyeongchang 2018).

### Campionati mondiali
- 1 medaglia:

1 bronzo (Basilea 2016).